# (5996) Julioangel
(5996) Julioangel ist ein Asteroid des Hauptgürtels, der am 11. Juli 1983 vom  US-amerikanischen Astronomen Edward L. G. Bowell an der Anderson Mesa Station des Lowell-Observatoriums (IAU-Code 688) im Coconino County in Arizona entdeckt wurde.
Der Asteroid wurde nach dem uruguayischen Astronomen Julio Ángel Fernández (* 1946) benannt, der Mitarbeiter der Fakultät für Astronomie an der Universidad de la República in Montevideo ist und 1980 die Existenz des Kuipergürtels vorhersagte.